# Козловське сільське поселення (Калганський район)
Козло́вське сільське поселення (рос. Козловское сельское поселение) — сільське поселення у складі Калганського району Забайкальського краю Росії.
Адміністративний центр та єдиний населений пункт — село Козлово.

## Населення
Населення сільського поселення становить 160 осіб (2019; 175 у 2010, 218 у 2002).